# Pegaptanib
Pegaptanib es un medicamento de tipo aptámero que se utiliza en oftalmología para el tratamiento de la degeneración macular asociada a la edad (DMAE) en su forma húmeda o exudativa. No es útil en la forma seca que es la que presenta el 90% de los pacientes aquejados de esta enfermedad.

## Mecanismo de acción
Actúa produciendo la inhibición del crecimiento de nuevos vasos sanguíneos en la retina y la mácula del ojo. Se administra en forma de inyecciones intravítreas que se aplican a intervalos regulares. La dosis habitual es un vial de 0.3 mg cada 6 semanas.
Su mecanismo de acción se basa en la inhibición de una sustancia llamada Factor de crecimiento del endotelio vascular (VEGF) que estimula la formación de nuevos vasos sanguíneos y favorece los procesos que aceleran la pérdida de visión en la degeneración macular asociada a la edad. Tiene por lo tanto un efecto antiangiogénico

## Eficacia
Su eficacia está avalada por ensayos clínicos en los que se ha comprobado que el conjunto de pacientes a los que se le administró el fármaco cada 6 semanas durante un año, perdieron por término medio menos capacidad visual que aquellos que no recibieron la medicación. Es preciso tener en cuenta que ambos grupos perdieron visión durante el ensayo, aunque la diferencia a favor de los tratados fue estadísticamente significativa. Por lo tanto no cura la enfermedad, pero enlentece su progresión y mejora la calidad de vida de las personas afectadas.

## Efectos secundarios
Su utilización no está exenta de efectos secundarios que están más relacionados con la forma de administración que con el medicamento en si. Se han producido casos de hemorragia vítrea, desprendimiento de retina, desprendimiento de vítreo posterior y catarata.